# Portslade
Portslade est un quartier de Brighton et Hove.
Le village de Portslade, l'établissement d'origine situé à un mile à l'intérieur des terres, au nord, a été construit au XVIe siècle. L'arrivée du chemin de fer de Brighton en 1840 a encouragé le développement rapide de la zone côtière et, en 1898, la partie sud, anciennement connue sous le nom de Copperas Gap, a obtenu le statut de district urbain et a été rebaptisée Portslade-by-Sea, ce qui la rend distincte de Portslade Village. Après la Seconde Guerre mondiale, le quartier de Mile Oak, au nord, a été ajouté. Aujourd'hui, Portslade est traversé d'est en ouest par l'ancienne route A27 (aujourd'hui A270) entre Brighton et Worthing, chaque partie ayant un caractère distinct.

## Géographie
Le village de Portslade, au nord, est niché dans une vallée des South Downs et conserve son caractère rural avec des bâtiments en silex, un espace vert et la petite église paroissiale de St Nicolas, qui est la deuxième église la plus ancienne de la ville, datant d'environ 1150.
Portslade-by-Sea, au sud, possède à la fois le bassin portuaire de Shoreham, petit mais très actif, et le centre industriel de Brighton et Hove. Le bras est du Shoreham Canal Port, qui comprend les quais des bassins nord et sud, sépare la plage de galets du centre-ville. Les maisons en terrasses datant du XIXe siècle sont entrecoupées de parcs et de jardins familiaux. La principale zone commerciale se trouve sur Station Road. La gare de Portslade, qui se trouve en fait sur Boundary Road, dans la ville voisine de Hove, propose des trains directs pour la gare de Londres-Victoria, avec un temps de trajet d'un peu plus d'une heure.
Les zones adjacentes du West Sussex sont Southwick et Fishersgate, Fishersgate se trouvant au sud de la ligne de chemin de fer. Fishersgate possède sa propre gare.
Un bâtiment remarquable du village est le manoir de Portslade, l'un des rares vestiges d'un manoir normand. Construit au XIIe siècle, il est aujourd'hui classé monument historique. La tour de Foredown abrite une camera obscura, l'une des deux seules du sud de l'Angleterre. Elle est ouverte au public.

## Histoire
On a suggéré que Portslade était le port romain Novus Portus mentionné dans la Géographie de Ptolémée au IIe siècle après J.-C.. Drove Road, dans le village original de Portslade, a été associé à la voie romaine (parfois connue sous le nom de « London to Portslade Way ») qui passe par la vallée de Patcham jusqu'à Haywards Heath, puis jusqu'à Streatham à Londres. On pense que l'ancienne route de Shoreham fait partie de la voie romaine reliant Chichester (Noviomagus Reginorum) à Portslade. Des vestiges romains et un site funéraire romain ont été découverts à Roman Road. On pensait que le nom de la ville provenait du nom de lieu romain Portus Adurni, mais cette hypothèse repose sur une identification erronée de Shoreham-by-Sea comme Portus Adurni par Michael Drayton au XVIIe siècle. En effet, le fleuve Adur, dont l'embouchure s'est déplacée à plusieurs reprises en raison de la dérive littorale et de l'érosion, a également été nommé à partir de cette erreur d'identification. L'étymologie réelle de Portslade pourrait être portus- + -ladda, chemin vers le port, où ladda vient du vieil anglais pour chemin, mais c'est au mieux une conjecture.
Portslade est répertorié dans le Domesday Book de 1086 comme ayant deux ménages, et était sous le bail de William de Warenne, ayant une valeur de six shillings.
L'ancien nom de Portslade-by-Sea, Copperas Gap, suggère que la côte était utilisée pour la production de sulfate ferreux ou vitriol vert, une forme de sulfate ferreux très utilisée dans l'industrie textile. Le processus a duré plus de six ans et a utilisé des nodules riches en pyrite de fer que l'on pouvait trouver dans les strates de pierre de sable vert du Sussex qui émergent à cet endroit de la côte.
Un hall d'assemblage partiellement achevé à Portslade est devenu un cinéma Odeon vers 1930 lorsque George Coles, l'un des principaux architectes de la chaîne Odeon, a adapté le projet original.

### Habitants du XIXe siècle
Le Révérend Richard William Enraght (1837-1898) fut le prêtre en charge de l'église St Andrew, à Portslade, de 1871 à 1874. La croyance du Père Enraght dans la tradition catholique de l'Église d'Angleterre, sa promotion du ritualisme dans le culte et ses écrits sur le culte catholique et les relations entre l'Église et l'État l'ont conduit à entrer en conflit avec la loi de 1874 sur la réglementation des cultes publics. En 1880, alors qu'il était vicaire de Holy Trinity, Bordesley, Birmingham, il a payé le prix maximum prévu par la loi en étant poursuivi et emprisonné à la prison de Warwick. Le père Enraght est devenu connu au niveau national et international comme un " prisonnier pour raison de conscience ",. En septembre 2006, la compagnie de bus Brighton & Hove a honoré la mémoire du père Enraght en donnant son nom à l'un des nouveaux bus de la flotte.
Edward Vaughan Hyde Kenealy QC (1819-1880) est un avocat, écrivain et poète d'origine irlandaise qui a vécu à Wellington Road, Portslade avec sa femme et ses onze enfants des années 1850 jusqu'au milieu des années 1870. Kenealy faisait la navette entre Londres et Oxford pour exercer son métier d'avocat, mais revenait les week-ends et à d'autres moments pour être avec sa famille,. Il choisit Portslade en raison de son amour de la mer, à propos de laquelle il écrivit : "Oh, comme je suis ravi de ce paysage marin et de ma petite hutte marine ! La musique des vagues, l'atmosphère éthérée, tout cela me donne l'impression d'être à l'âge d'or, quand j'étais enfant et que je rêvais du paradis". C'est à Portslade qu'il écrivit la plus grande partie de ses ouvrages théologiques.

## Personnalités liées à la communauté
- Edward Vaughan Hyde Kenealy (1819-1880), avocat anglais.
- Arabella Kenealy (1859-1938), médecin et écrivaine
- Steve Burtenshaw (1935-2022), footballeur anglais.